# Esquí acrobàtic als Jocs Olímpics d'hivern de 2018 - Slopestyle femení
La prova de slopestyle femení va ser una de les deu proves que es disputaren als Jocs Olímpics d'Hivern de 2018 de Pyeongchang (Corea del Sud) dins el programa d'esquí acrobàtic. La competició es va disputar el 17 de febrer de 2018 al Bogwang Phoenix Park.

## Medaller
| Or                  | Argent                 | Bronze             |
| Sarah Höfflin (SUI) | Mathilde Gremaud (SUI) | Isabel Atkin (GBR) |

## Resultats

### Classificació
Q — classificat per la final
Les 12 millors atletes de la primera ronda passen a la final.
| Posició | Ordre de sortida | Dorsal | Atleta                     | País                       | Sèrie 1 | Sèrie 2 | Millor | Notes |
| ------- | ---------------- | ------ | -------------------------- | -------------------------- | ------- | ------- | ------ | ----- |
| 1       | 22               | 17     | Emma Dahlström             | Suècia                     | 91.40   | 57.60   | 91.40  | Q     |
| 2       | 2                | 2      | Tiril Sjåstad Christiansen | Noruega                    | 55.80   | 89.00   | 89.00  | Q     |
| 3       | 15               | 3      | Johanne Killi              | Noruega                    | 87.80   | 64.20   | 87.80  | Q     |
| 4       | 14               | 12     | Isabel Atkin               | Regne Unit                 | 13.20   | 86.80   | 86.80  | Q     |
| 5       | 23               | 23     | Mathilde Gremaud           | Suïssa                     | 85.40   | 71.60   | 85.40  | Q     |
| 6       | 18               | 18     | Devin Logan                | Estats Units               | 84.80   | 37.60   | 84.80  | Q     |
| 7       | 1                | 10     | Sarah Höfflin              | Suïssa                     | 83.00   | 21.20   | 83.00  | Q     |
| 8       | 13               | 5      | Anastasia Tatalina         | Atletes Olímpics de Rússia | 27.40   | 81.00   | 81.00  | Q     |
| 9       | 4                | 15     | Yuki Tsubota               | Canadà                     | 65.40   | 78.20   | 78.20  | Q     |
| 10      | 16               | 8      | Katie Summerhayes          | Regne Unit                 | 75.80   | 77.60   | 77.60  | Q     |
| 11      | 12               | 1      | Jennie-Lee Burmansson      | Suècia                     | 17.40   | 77.00   | 77.00  | Q     |
| 12      | 7                | 7      | Maggie Voisin              | Estats Units               | 72.80   | 73.00   | 73.00  | Q     |
| 13      | 21               | 22     | Lee Mee-hyun               | Corea del Sud              | 46.80   | 72.80   | 72.80  |       |
| 14      | 9                | 9      | Lana Prusakova             | Atletes Olímpics de Rússia | 42.20   | 70.60   | 70.60  |       |
| 15      | 8                | 6      | Tess Ledeux                | França                     | 69.40   | 28.40   | 69.40  |       |
| 16      | 11               | 14     | Darian Stevens             | Estats Units               | 8.20    | 64.00   | 64.00  |       |
| 17      | 17               | 20     | Lara Wolf                  | Àustria                    | 10.20   | 66.40   | 66.40  |       |
| 18      | 6                | 11     | Kea Kühnel                 | Alemanya                   | 19.40   | 59.60   | 59.60  |       |
| 19      | 20               | 21     | Lou Barin                  | França                     | 50.60   | 38.40   | 50.60  |       |
| 20      | 5                | 13     | Dominique Ohaco            | Xile                       | 16.00   | 38.60   | 38.60  |       |
| 21      | 19               | 19     | Dara Howell                | Canadà                     | 12.80   | 32.00   | 32.00  |       |
| 22      | 3                | 16     | Kim Lamarre                | Canadà                     | 22.80   | 23.60   | 23.60  |       |
| 23      | 10               | 4      | Caroline Claire            | Estats Units               | 20.00   | 16.40   | 20.00  |       |

### Final
La final es va disputar a les 13:56.
| Posició | Ordre de sortida | Dorsal | Atleta                     | País                       | Sèrie 1 | Sèrie 2 | Sèrie 3 | Millor | Notes |
| ------- | ---------------- | ------ | -------------------------- | -------------------------- | ------- | ------- | ------- | ------ | ----- |
| 1       | 6                | 10     | Sarah Höfflin              | Suïssa                     | 83.80   | 27.80   | 91.20   | 91.20  |       |
| 2       | 8                | 23     | Mathilde Gremaud           | Suïssa                     | 88.00   | 29.40   | 29.40   | 88.00  |       |
| 3       | 9                | 12     | Isabel Atkin               | Regne Unit                 | 68.40   | 79.40   | 84.60   | 84.60  |       |
| 4       | 1                | 7      | Maggie Voisin              | Estats Units               | 26.40   | 37.60   | 81.20   | 81.20  |       |
| 5       | 10               | 3      | Johanne Killi              | Noruega                    | 10.20   | 76.80   | 54.40   | 76.80  |       |
| 6       | 4                | 15     | Yuki Tsubota               | Canadà                     | 74.40   | 26.40   | 40.40   | 74.40  |       |
| 7       | 3                | 8      | Katie Summerhayes          | Regne Unit                 | 61.40   | 71.40   | 23.20   | 71.40  |       |
| 8       | 2                | 1      | Jennie-Lee Burmansson      | Suècia                     | 42.00   | 65.00   | 24.40   | 65.00  |       |
| 9       | 11               | 2      | Tiril Sjåstad Christiansen | Noruega                    | 5.20    | 24.00   | 60.40   | 60.40  |       |
| 10      | 7                | 18     | Devin Logan                | Estats Units               | 22.60   | 56.80   | 10.60   | 56.80  |       |
| 11      | 12               | 17     | Emma Dahlström             | Suècia                     | 16.60   | 52.40   | 15.40   | 52.40  |       |
| 12      | 5                | 5      | Anastasia Tatalina         | Atletes Olímpics de Rússia | 29.40   | 51.20   | 13.00   | 51.20  |       |